# Прогресс (посёлок, Малоархангельский район)
Прогре́сс — посёлок в Малоархангельском районе Орловской области России. Входит в состав Подгородненского сельского поселения.

## География
Посёлок находится у юго-западной границы города Малоархангельск, административного центра района, на расстоянии 72 км к юго-востоку от города Орёл, административного центра области.

### Часовой пояс
Посёлок Прогресс, как и вся Орловская область, находится в часовой зоне МСК (московское время). Смещение применяемого времени относительно UTC составляет +3:00.

## Население
| 2002 | 2010 |
| ---- | ---- |
| 376  | ↘333 |

### Национальный состав
Согласно результатам переписи 2002 года, в национальной структуре населения русские составляли 99 % из 376 чел.